# Mactabene Amachree
Mactabene Amachree dite parfois Makbule Amachree, née le 30 janvier 1978 à Port Harcourt (Nigeria) est une joueuse nigériane de basket-ball.  

## Biographie
Elle est la princesse du clan Ojuka du peuple Kalabari et son père est également un leader religieux.
En 2001, elle devient la première femme nigériane à jouer en WNBA, jouant successivement pour le Liberty de New York, le Storm de Seattle et les Mystics de Washington.
En dehors de la WNBA, elle joue en Europe pour plusieurs clubs turcs et avec le CSKA Moscou. En 2010-2011, elle joue pour Samsun avec des statistiques de 7,9 points et 5,3 rebonds en 22 matches après avoir joué précédemment pour Mersin et Ted Kayseri. En 2011-2012, elle joue pour Homend Antakya Belediyesi 7,8 points, 5,8 rebonds et 1,8 passe décisive en 22 matches. Durant l'été 2012, elle signe avec TED Ankara, club avec lequel elle dispute l'Eurocoupe avec 11,3 points. 
Avec l'équipe nationale, elle remporte les Jeux africains de 2003. Elle participe aux Jeux olympiques de 2004 pour quatre rencontres et autant de défaites avec 17 points face  l'Australie (73-85), 16 points face au Japon (73-79), 11 points face à la Grèce (68-83) et 16 points face au Brésil (63-82). Elle participe au championnat d'Afrique 2005 (14,2 points par rencontre), remporté par le Nigeria et 2009 (2,0 points). Elle fait partie de l'encadrement technique de l'équipe qui dispute le championnat d'Afrique 2017 à Bamako, remporté par le Nigeria.

## Palmarès
- Championne d'Afrique 2005[4]
- Médaillée d'or des Jeux africains de 2003[5]